# 霍夫鎮區 (明尼蘇達州波普縣)
霍夫鎮區（英語：Hoff Township）是位於美國明尼蘇達州波普縣的一個行政鎮區。

## 地方資料
霍夫鎮區的面積為93.19平方千米，當中陸地面積為93.16平方千米，而水域面積為0.03平方千米。根據2020年美國人口普查的數據，當地共有人口162人，而人口密度為每平方千米1.74人。